# 国家基本政策委員会

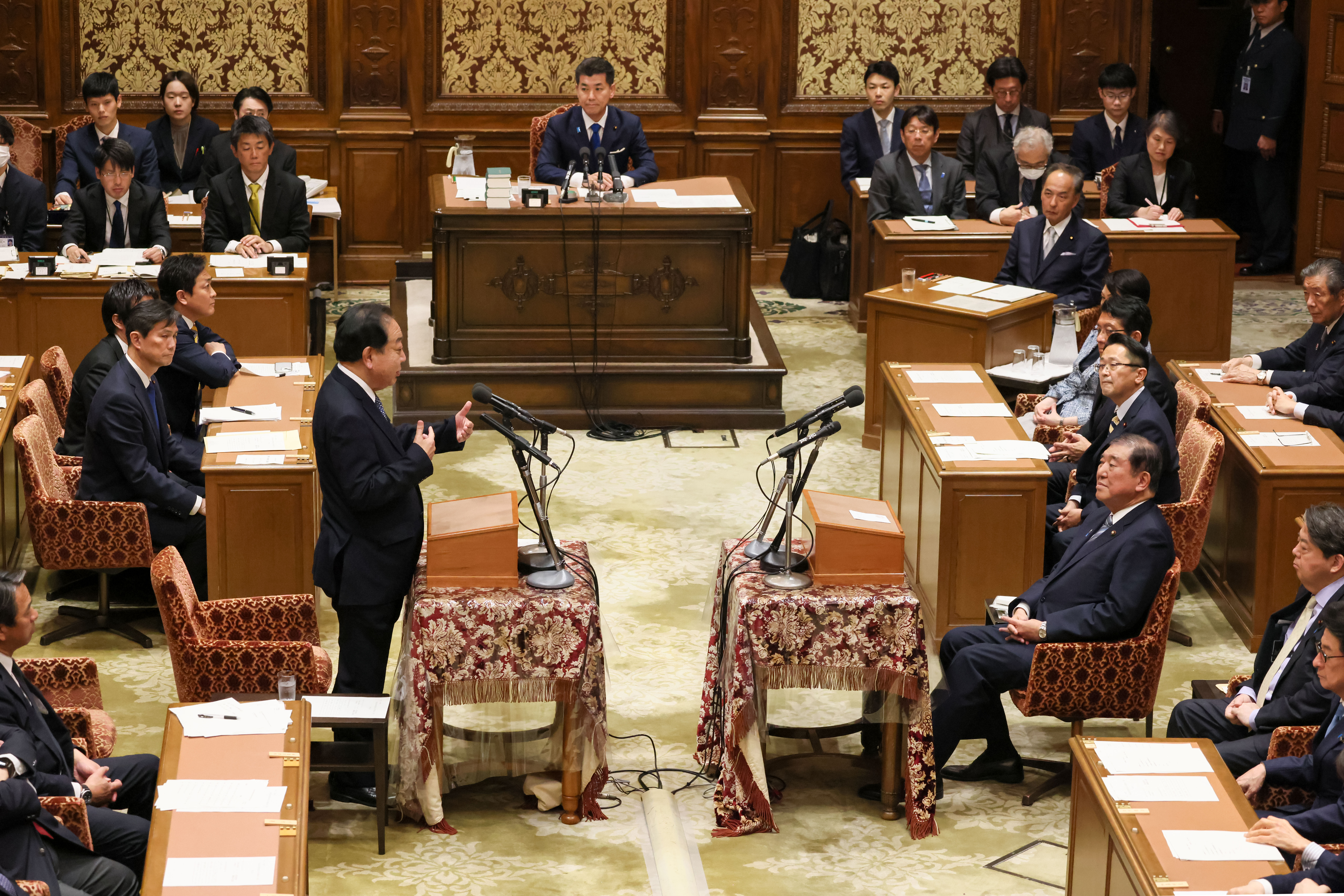
2025年4月、国家基本政策委員会（党首討論）の様子

国家基本政策委員会（こっかきほんせいさくいいんかい）は、日本の衆議院・参議院における常任委員会の一つ。国会法第41条2項13号及び同条3項12号に規定される。

## 概要
国家基本政策委員会は、衆議院、参議院にそれぞれ置かれる常任委員会である。略称は国基（こっき）。国家基本政策委員会が最初に置かれたのは、2000年1月20日に召集された第147回国会である。
委員会の委員は、議院において選任される（国会法42条1項）。委員の選任は、すべて議長の指名によって行われる（衆議院規則37条、参議院規則30条1項）。実際には、各議院運営委員会において、各会派の議席数に応じて各委員会の委員の員数も配分され、個別の人事は配分された員数の範囲内で各会派によって行われる。
委員長は、委員の互選（国会法第25条）もしくは議長において指名（衆議院規則第15条第1項、参議院規則16条2項）で選任されると定められているが、後者の場合がほとんどである。この場合、事前に各会派間で協議された常任委員長各会派割当てと会派申出の候補者に基づいておこなわれる。なお、委員長に事故があった場合は理事が職務を行うことになっている（衆議院規則第38条第2項、参議院規則31条3項）。
理事の選任は委員の互選（衆議院規則第38条第2項、参議院規則32条2項）となっているが、第1回国会以来すべて委員長の指名により行われている。理事の員数および各会派割当ては議院運営委員会で決定した基準により、選挙など会派の構成が大きく変わった際に見直される。
国会審議の活性化及び政治主導の政策決定システムの確立に関する法律に基づき、2000年1月20日、衆議院・参議院にそれぞれ設置された。
内閣総理大臣（与党党首）と野党党首が個別の法案についてではなく国の基本政策について討論する委員会。
1998年、自由党党首・小沢一郎（当時）が自由民主党との連立政権について協議を行った際に国会審議の活性化策の1つとして提案。当初は予算委員会で定例化する予定であったが党首討論を扱う常任委員会を設置することで合意した。
委員会は衆参の合同審査会として行い、衆議院で行う場合は「国家の基本政策に関する件」、参議院で行う場合は「国家の基本政策に関する調査」を議題とする。
合同審査会は、合同幹事会の申し合わせにより、会期中の水曜日午後3時から45分間（その週に総理が出席する予算委員会が開催される場合は行われない）。党首討論に参加できる野党党首の資格は、院内交渉団体の資格を持つ野党でなおかつ党首が国家基本政策委員会に所属している場合に限っている。持ち時間は党首討論の参加資格を持つ野党の議席数に応じて配分される。
現在、立憲民主党代表・国民民主党代表・日本共産党委員長・日本維新の会代表が野党党首として党首討論に参加できる。
通常、名目上のみの委員会であり重要な審査は行われないため、委員には自由民主党執行部など、政党の要職を務める議員の大半が就任している。
2024年11月、衆議院国家基本政策委員長に泉健太が選出された。過去に党首として党首討論に参加した経験のある議員が委員長を務めるのは、これが初めてである。

## 衆議院
- 衆議院における委員の選任は、総選挙後初めて召集される会期の始めに行われる（国会法第42条および衆議院委員会先例集9号）か、国会法または衆議院規則の改正により必要となったとき（衆議院委員会先例集10号）のみであり、その他の場合は異動とみなし、委員の辞任と補欠選任で対処することになっている。
- 多くの会派は、総選挙後の国会と毎年秋に召集される臨時国会の冒頭で各委員の構成を見直すことを例としていることから、実際に委員の構成が大きく変わるのはその際である。
- 委員の会派割当数は所属議員の比率により議院運営委員会において決定される（国会法第46条および衆議院委員会先例集12号）。

### 組織
衆議院国家基本政策委員会の員数は30人である（衆議院規則92条）。委員長1名、理事8名が選出または指名される。
衆議院国家基本政策委員会の組織
2025年（令和7年）4月23日現在
- 国家基本政策委員長
  - 泉健太（立憲民主党・無所属）

- 理事
  - 小渕優子、丹羽秀樹、平井卓也（自由民主党・無所属の会）
  - 青柳陽一郎、後藤祐一、手塚仁雄（立憲民主党・無所属）
  - 岩谷良平（日本維新の会）
  - 玉木雄一郎（国民民主党・無所属クラブ）

- 委員
  - 小野寺五典、木原誠二、坂本哲志、菅義偉、鈴木俊一、田所嘉徳、中西健治、福田達夫、村井英樹、森山裕（自由民主党・無所属の会）
  - 大串博志、小川淳也、小宮山泰子、野田佳彦、笠浩史（立憲民主党・無所属）
  - 前原誠司（日本維新の会）
  - 斉藤鉄夫（公明党）
  - 高井崇志（れいわ新選組）
  - 鈴木敦（参政党）
  - 島田洋一（日本保守党）

### 所管事項
衆議院国家基本政策委員会の所管事項は次の通り（衆議院規則92条）。
1. 国家の基本政策に関する事項

## 参議院

### 組織
参議院国家基本政策委員会の員数は20人である（参議院規則74条）。委員長1名、理事数名が選出または指名される（参議院規則第16条及び31条）。
参議院国家基本政策委員会の組織
2025年（令和7年）6月3日現在
- 国家基本政策委員長
  - 浅田均（日本維新の会）
- 理事
  - 古川俊治、松山政司（自由民主党）
  - 榛葉賀津也（国民民主党・新緑風会）
- 委員
  - 阿達雅志、加藤明良、古賀友一郎、高橋克法、滝波宏文、中田宏、山本佐知子（自由民主党）
  - 斎藤嘉隆、牧山ひろえ、水岡俊一（立憲民主・社民・無所属）
  - 谷合正明、西田実仁（公明党）
  - 片山大介（日本維新の会）
  - 吉良よし子、小池晃（日本共産党）
  - 木村英子（れいわ新選組）

### 所管事項
参議院国家基本政策委員会の所管事項は以下の通り（参議院規則74条）。
1. 国家の基本政策に関する事項

## 歴代委員長
衆議院
| 委員長     | 在任期間        | 党派       |
| ---------- | --------------- | ---------- |
| 小里貞利   | 2000年          | 自由民主党 |
| 野呂田芳成 | 2000年 - 2001年 | 自由民主党 |
| 堀之内久男 | 2001年 - 2002年 | 自由民主党 |
| 池田行彦   | 2002年          | 自由民主党 |
| 瓦力       | 2002年 - 2004年 | 自由民主党 |
| 伊藤公介   | 2004年          | 自由民主党 |
| 丹羽雄哉   | 2004年 - 2006年 | 自由民主党 |
| 深谷隆司   | 2006年          | 自由民主党 |
| 衛藤征士郎 | 2006年 - 2008年 | 自由民主党 |
| 二田孝治   | 2008年 - 2009年 | 自由民主党 |
| 大畠章宏   | 2009年 - 2010年 | 民主党     |
| 樽床伸二   | 2010年 - 2011年 | 民主党     |
| 田中慶秋   | 2011年 - 2012年 | 民主党     |
| 古賀一成   | 2012年          | 民主党     |
| 山本公一   | 2012年 - 2014年 | 自由民主党 |
| 宮路和明   | 2014年          | 自由民主党 |
| 逢沢一郎   | 2014年 - 2016年 | 自由民主党 |
| 浜田靖一   | 2016年          | 自由民主党 |
| 棚橋泰文   | 2016年 - 2017年 | 自由民主党 |
| 佐藤勉     | 2017年 - 2019年 | 自由民主党 |
| 森英介     | 2019年 - 2020年 | 自由民主党 |
| 浜田靖一   | 2020年 - 2021年 | 自由民主党 |
| 渡海紀三朗 | 2021年 - 2022年 | 自由民主党 |
| 塩谷立     | 2022年 - 2023年 | 自由民主党 |
| 根本匠     | 2023年 - 2024年 | 自由民主党 |
| 泉健太     | 2024年 - 現職   | 立憲民主党 |

参議院
| 委員長     | 在任期間        | 党派                           |
| ---------- | --------------- | ------------------------------ |
| 本岡昭次   | 2000年 - 2001年 | 民主党                         |
| 角田義一   | 2001年          | 民主党                         |
| 広中和歌子 | 2001年 - 2002年 | 民主党                         |
| 江田五月   | 2002年 - 2003年 | 民主党                         |
| 角田義一   | 2003年 - 2004年 | 民主党                         |
| 藁科満治   | 2004年          | 民主党                         |
| 北澤俊美   | 2004年 - 2005年 | 民主党                         |
| 今泉昭     | 2005年 - 2006年 | 民主党                         |
| 前田武志   | 2006年 - 2007年 | 民主党                         |
| 山下八洲夫 | 2007年 - 2009年 | 民主党                         |
| 大石正光   | 2009年          | 民主党                         |
| 溝手顕正   | 2009年 - 2010年 | 自由民主党                     |
| 鴻池祥肇   | 2010年 - 2011年 | 自由民主党                     |
| 鈴木政二   | 2011年 - 2013年 | 自由民主党                     |
| 江口克彦   | 2013年          | みんなの党                     |
| 藤田幸久   | 2013年          | 民主党                         |
| 長浜博行   | 2013年 - 2014年 | 民主党                         |
| 小川勝也   | 2014年 - 2016年 | 民主党                         |
| 北澤俊美   | 2016年          | 民主党                         |
| 柳田稔     | 2016年 - 2017年 | 民進党                         |
| 鉢呂吉雄   | 2017年 - 2019年 | 立憲民主党                     |
| 真山勇一   | 2019年 - 2020年 | 立憲民主党                     |
| 古川俊治   | 2020年          | 自由民主党                     |
| 大塚耕平   | 2020年 - 2021年 | 国民民主党                     |
| 上田清司   | 2021年 - 2022年 | 無所属（国民民主党・新緑風会） |
| 室井邦彦   | 2022年 - 2023年 | 日本維新の会                   |
| 浅田均     | 2023年 - 現職   | 日本維新の会                   |